# NGC 3114
NGC 3114 es un cúmulo abierto en la constelación de Carina, a unos 2° de la estrella variable V337 Carinae. De magnitud aparente 4,2, es visible a simple vista. Se encuentra a unos 3000 años luz de distancia y su edad es de unos 100 millones de años.
Fue descubierto por el astrónomo James Dunlop en 1826.